# Dschetim
Der Dschetim (kirgisisch Жетим кырка тоосу; russisch Джети́м) ist ein Gebirgszug des Tienschan in Kirgisistan.
Der Dschetim erstreckt sich über eine Länge von 120 km in West-Ost-Richtung südlich des Terskej-Alataus. Er erreicht eine maximale Höhe von 4931 m. Entlang der Nordflanke fließt der Kleine Naryn, südlich der Bergkette verläuft der Große Naryn. An den Berghängen wächst Steppenvegetation. Der Ostteil des Gebirgszugs ist vergletschert.